# 覚猷

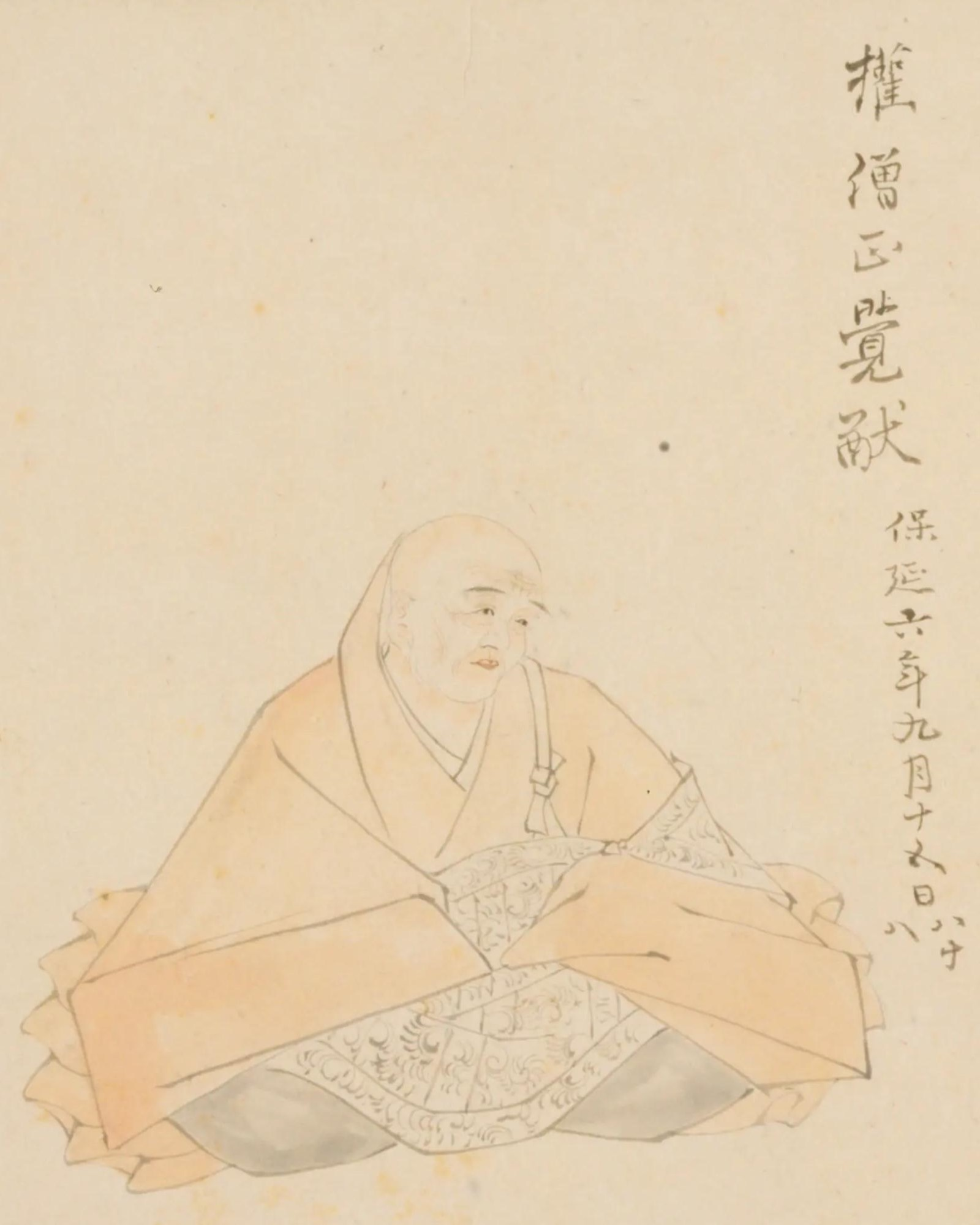
覚猷（『肖像集』）

覚猷（かくゆう、天喜元年（1053年）- 保延6年9月15日（1140年10月27日））は、平安時代後期の天台僧。鳥羽僧正（とばそうじょう）と世に呼ばれ、日本仏教界の重職を務めた高僧であるのみならず、絵画にも精通し、鳥獣人物戯画などの作者に擬せられている。そのユニークでユーモアあふれる作風から、漫画の始祖とされることもある。

## 経歴
天喜元年（1053年）、源隆国の第九子として出生。若年時に出家し、園城寺にて天台仏教・密教を修めながら、画技にも長じるようになった。長らく園城寺法輪院に住し、密教図像の集成と絵師の育成に大きな功績を残したほか、自らの画術研鑽にも努めた。
四天王寺別当、法成寺別当、園城寺長吏など大寺社の要職を歴任する間、長承元年（1132年）には僧正へ、長承3年（1134年）には大僧正へ任じられた。
保延4年（1138年）、47世天台座主となったが3日で退任し、厚い帰依を寄せていた鳥羽上皇が住む鳥羽離宮の証金剛院へ移り、同離宮の護持僧となった。以後、鳥羽僧正と呼ばれた。
保延6年（1140年）9月15日、覚猷は90歳近い高齢で死去した。

## 人物像・戯画

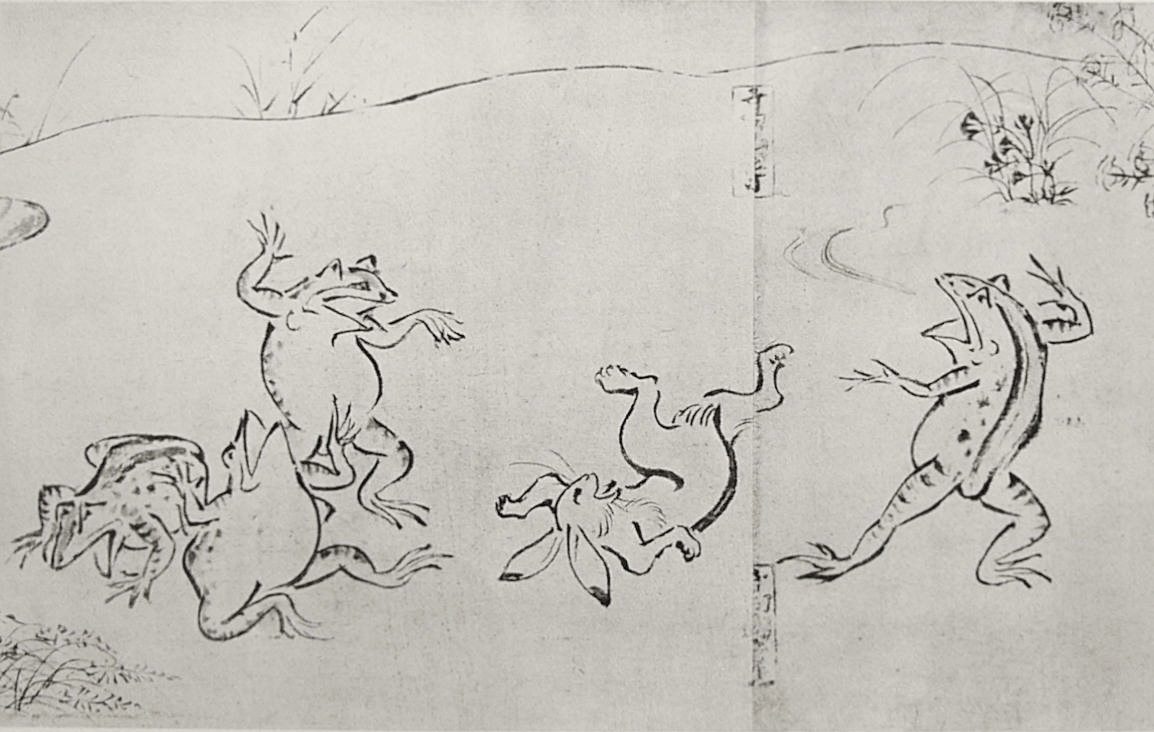
『鳥獣人物戯画』より

覚猷の画は、ユーモアと風刺精神に富んでおり、戯画と呼ばれる。嗚呼絵（おこえ）と呼ばれることもある。遺言の逸話が示すように、覚猷自身、笑いのセンスに長けた人物のようであり、『宇治拾遺物語』にも覚猷のいたずら好きで無邪気な人柄が描かれている。『古今著聞集』では、弟子である侍法師の絵を道理に合わないと非難するが、侍法師は「おそくづの絵」（春画）は誇張しなければ面白くないという例を出して反論し、覚猷は逆にやり込められてしまったという逸話が載っている。
また、覚猷は仏教界の要職を歴任しながら、当時の仏教界と政治のあり方に批判的な眼を持っていたともされている。『古事談』には、弟子から遺産分与に関する遺言を求められた覚猷が、「遺産の処分は腕力で決めるべし」と書き遺したという逸話が記されているが、これについて穂積陳重は「けだし僧正が衆弟子の出家たる本分を忘れて、貨財の末に齷齪するを憫んで、いささか頂門の一針を加えられたものであろう」と、また松山文雄は「これは貴族や僧侶の権謀術策やこびへつらいの生活にたいする風刺ともとれ、強いものがとるという、権力の横行にたいするあてつけともとれて、おもしろい逸話です」と述べており、その風刺精神は当時の自身を取り巻く世情と密接に関係していたことが予想される。
国宝『鳥獣人物戯画』（鳥獣戯画）、『放屁合戦』、『陽物くらべ』などが伝鳥羽僧正作とされている。いずれも一見単純な明るい笑いの画のようでありながら、深い批判精神を含む作品群であり、鳥羽僧正の作に擬せられている。実のところ、美術史学上、覚猷をこれらの絵画の作者とする確証はないとされているが、これらの絵画は覚猷の画風をよく表しているともいわれている。

## 関連作品
テレビドラマ
- 『新・平家物語』（1972年、NHK大河ドラマ、演：中村伸郎）